# Aoplus hohlovae
Aoplus hohlovae là một loài tò vò trong họ Ichneumonidae.